# Dallas-Fort Worth Film Critics Association Awards 2001
La 7ª edizione dei Dallas-Fort Worth Film Critics Association, annunciata il 3 gennaio 2002, ha premiato i migliori film usciti nel 2001.

## Vincitori
A seguire vengono indicati i vincitori, in grassetto.

### Miglior film
1. A Beautiful Mind, regia di Ron Howard
2. Moulin Rouge!, regia di Baz Luhrmann
3. Memento, regia di Christopher Nolan
4. Il Signore degli Anelli - La Compagnia dell'Anello (The Lord of the Rings: The Fellowship of the Ring), regia di Peter Jackson
5. In the Bedroom, regia di Todd Field
6. Shrek, regia diAndrew Adamson e Vicky Jenson
7. L'uomo che non c'era (The Man Who Wasn't There), regia di Joel Coen
8. Mulholland Drive, regia di David Lynch
9. L'ultimo sogno (Life as a House), regia di Irwin Winkler
10. Il favoloso mondo di Amélie (Le Fabuleux Destin d'Amélie Poulain), regia di Jean-Pierre Jeunet

### Miglior regista
- Ron Howard - A Beautiful Mind

### Miglior attore
1. Russell Crowe - A Beautiful Mind
2. Will Smith - Alì (Ali)
3. Billy Bob Thornton - L'uomo che non c'era (The Man Who Wasn't There)
4. Denzel Washington - Training Day
5. Tom Wilkinson - In the Bedroom

### Miglior attrice
1. Sissy Spacek - In the Bedroom
2. Halle Berry - Monster's Ball - L'ombra della vita (Monster's Ball)
3. Nicole Kidman - Moulin Rouge!
4. Tilda Swinton - I segreti del lago (The Deep End)
5. Renée Zellweger - Il diario di Bridget Jones (Bridget Jones's Diary)

### Miglior attore non protagonista
- Ben Kingsley - Sexy Beast - L'ultimo colpo della bestia (Sexy Beast)

### Miglior attrice non protagonista
- Marisa Tomei - In the Bedroom

### Miglior fotografia
- Andrew Lesnie - Il Signore degli Anelli - La Compagnia dell'Anello (The Lord of the Rings: The Fellowship of the Ring)

### Miglior sceneggiatura
- Akiva Goldsman - A Beautiful Mind

### Miglior film d'animazione
- Shrek, regia di Andrew Adamson e Vicky Jenson

### Miglior film straniero
- Il favoloso mondo di Amélie (Le Fabuleux Destin d'Amélie Poulain), regia di Jean-Pierre Jeunet

### Peggior film
- Freddy Got Fingered, regi di Tom Green